# Llibreria Editorial Millà
La Llibreria Editorial Millà és un establiment situat al carrer de Sant Pau, 21 al Raval de Barcelona, catalogat com a d'interès paisatgístic (categoria E3).

## Història
Va ser fundada el 1901 amb el nom de Llibreria i Arxiu Teatral Millà per Francesc Millà i Gàcio (1875-1965), tipògraf, i el seu germà Lluís Millà i Gàcio, comediant i editor d'obres de teatre, fills del també llibreter i prestigitador Melcior Millà i Castellnou (1830-1906). Es dedicava a llogar i vendre llibres de teatre a les companyies teatrals d'arreu de Catalunya. Durant la dècada del 1920 va editar la col·lecció de clàssics teatrals en castellà Teatro Mundial. Lluís Millà i el seu fill Àngel Millà i Navarro, tot i que es va establir pel seu compte, va iniciar en 1932 l'edició de la sèrie Catalunya Teatral, que va editar 117 títols entre 1932 i 1937, i després de reprendre-la en 1946 ha arribat a 310 títols.
Després de la Guerra Civil es va fer càrrec del negoci el seu net Lluís Millà i Reig (1921-2005), que entre 1939 i 1946 va amagar tots els llibres escrits en català al magatzem i el va tapiar. El 1946 va editar El ferrer de tall de Frederic Soler Pitarra i Hermínia de Lluís Elias i Bracons. Va editar en castellà la sèrie Monografías Históricas de Barcelona, però després reprengué en català la Biblioteca Popular, amb títols com Cançons populars catalanes, Poesies catalanes per recitar o Oficis que es perden, algunes amb tiratges de fins a 20.000 exemplars.
El conegut bloc Millà era un calendari de taula on hi havia receptes, dites i endevinalles. Ha publicat també edicions de bibliòfil com Diccionario biográfico de artistas de Cataluña (1951-1954) de Josep Francesc Ràfols i Fontanals (tres volums), Els pseudònims usats a Catalunya (1951), de Josep Rodergas i Calmell i Història del teatre català (1978) de Xavier Fàbregas i Surroca.
Lluís Millà i Reig va ser succeït pel seu fill Lluís Millà i Salinas (1957-), que l'abril del 2015 va tancar la lliberia, tot i que va continuar amb la venda per internet o al mercat dominical de llibres al Mercat de Sant Antoni i la Fira del Llibre d'Ocasió Antic i Modern del passeig de Gràcia.